# Levkivka, Novoarhanhelsk
Levkivka (în ucraineană Левківка) este un sat în comuna Torhovîțea din raionul Novoarhanhelsk, regiunea Kirovohrad, Ucraina.

## Demografie
Componența lingvistică a localității Levkivka
     Ucraineană (100%)
Conform recensământului din 2001, toată populația localității Levkivka era vorbitoare de ucraineană (100%).